# تدميج البيانات
في الاتصالات، تدميج البيانات هو الحد من أعداد عناصر البيانات، وعرض النطاق، والتكلفة، والوقت من أجل التوليد، والنقل، وسعة البيانات دون فقدان المعلومات عبر استبعاد أي زيادة غير ضرورية، وإزالة الأمور غير المتعلقة بها، أو استعمال تشفير خاصة.

## نبذة
الأمثلة على أساليب تدميج البيانات هو استخدام مجال التسامح الثابت، ومجال التسامح المتغير، ميل أهم النقاط، وتغيرات العينة، والأنماط المنحنية، وتشفير المتغير المحكم، وتحليل التردد، وتحليل الاحتمالية.
وتقليص البيانات غير المدمجة ببساطة إلى مساحة أصغر، على سبيل المثال بواسطة زيادة كثافة الحزمة عبر نقل الصور من ورق الصحيفة إلى فيلم أو من خلال نقل البيانات على الأوراق المثقوبة إلى شريط ممغنط، فذلك كله لا يعد تدميجا للبيانات.

## أمثلة من الحياة اليومية
ويعد استخدام الاختصارات في الرسائل النصية مثالا من الحياة اليومية، فأعداد البِت المُطلوبة لنقل وتخزين «م ت ه م ت» (ما تراه هو ما تجنيه) تكون مُختصرة مقارنة بنظيرتها الموسعة (7 حروف نظير 28 حرف)، وتعد صورة عدد ميرسين مثالا آخر، والأطول والمعروف اعتبارا من فبراير 2013 والذي يتعدى طوله 17 ملايين خانة ورغم ذلك يظهر على صورة M57885161 في صورة أكثر دمجا.